# Светски дан музике
Светски дан музике (фр. Fête de la Musique, енгл. World Music Day) се  обележава на међународном нивоу 21. јуна сваке године. Прва прослава одржана је 1982. године у Паризу (Француска).

## Историја
На иницијативу француског министра културе Жака Ланга (фр. Jack Lang) и композитора Мориса Флереа (фр. Maurice Fleuret) одлучено је да се од 1982. године сваког 21. јуна током летњег солстиција обележава овај празник. Повод за то било је истраживање проведено у Француској тих година које је показало да 5 милиона становника Француске (9 посто укупне популације) свира неки инструмент и идеја је била да се омогући да их што више људи чује изван концертних дворана.

## Обележавање Светског дана музике
У 2023. години преко 120 земаља обележиле су Светски дан музике. Овај празник обележава се и у Србији. Прославе су одржане у више од 700 градова на разним јавним просторима. Сваке године одреди се нова тема за прославу. Тема за 2023. била је Хармонија је ослобођена: прославимо културне везе.